# Jeschke-Friedel
Jeschke-Friedel, eigentlich Christian Friedrich August Jeschke (* 10. Mai 1850 in Mittelcunewalde; † Anfang Januar 1938), war ein deutscher Abenteurer und ein Original der Oberlausitz.

## Leben und Wirken
Nach dem Schulbesuch war er zunächst als Stallbursche und dann als Kutscher auf dem Rittergut Obercunewalde des Kammerherrn Julius Curt von Polenz tätig. Danach diente er bei den Ulanen in Oschatz, wo er bis zum Vizewachtmeister befördert wurde und am Deutsch-Französischen Krieg 1870/71 teilnahm. Nach seiner Rückkehr vom Militär arbeitete er zunächst weiter als herrschaftlicher Kutscher und dann als Reitknecht beim Freiherrn von Friesen in Rochlitz. Später wechselte er als Bedienter noch mehrfach den Dienstherrn.
Nach seiner Heirat mit einer Pastorentochter erwarb er ein Hotel in der Nähe des Ostbahnhofs in Berlin, das er ein halbes Jahr später wieder verkaufte, weil inzwischen seine Braut verstorben war. In dieser Zeit begann er mit dem Wandern quer durch das Deutsche Reich und die Welt. Er war lebensfroh, zog singend und erzählend mit langem Mantel, Hut und Wanderstock durch die Lande und lebte nach seinen eigenen Werten.
In die Oberlausitz zurückgekehrt, berichtete er, sonnengebräunt und mit von Wind und Wetter zerfurchten Gesicht mit gewaltigem Vollbart und zerzausten weißen Haaren von seinen Reiseerlebnissen und seinen früheren Kriegsabenteuern. In der Regel tat er das mit Augenzwinkern, denn er war nicht nur ein Romantiker, sondern auch ein Spaßvogel. Dabei avancierte er schon bald zu einem Fotomodell und beliebten Gesprächspartner. Sein Bilder hingen nicht nur im Schloss Obercunewalde, sondern auch in umliegenden Gasthäusern, auf der Bergbaude auf dem Czorneboh und im Künstlerhaus in Dresden-Blasewitz. Häufig wurde er auch von Künstlern aufgesucht. Mehreren sächsischen Malern wie Emil Fröhlich (1862–1950) in Leipzig oder Georg Schwenk in Dresden stand er Modell als Petrus oder Rübezahl.